# Stora Lundby gård

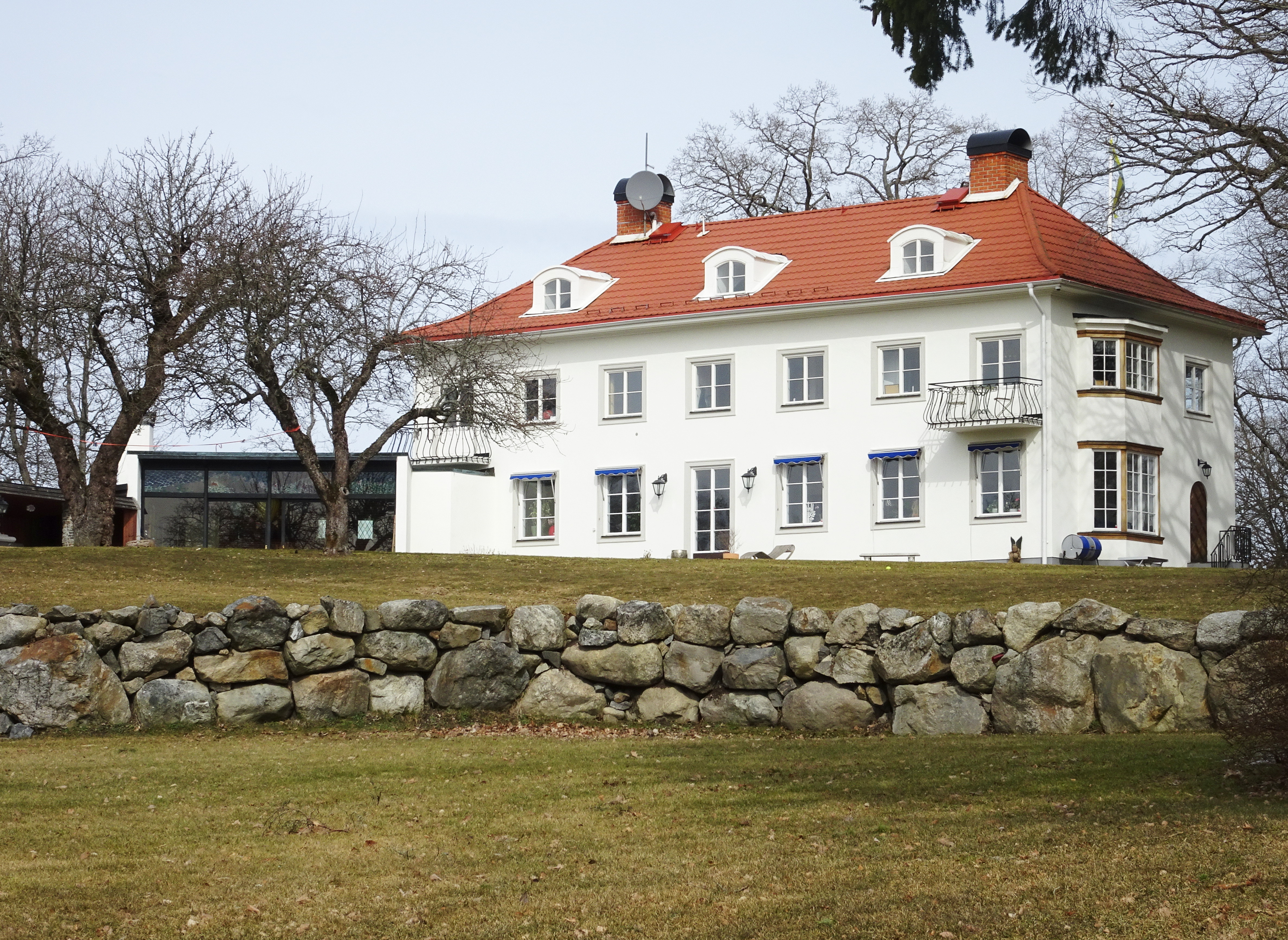
Stora Lundby, 2018.

Stora Lundby gård är en herrgård och ett tidigare säteri i Sorunda socken i nuvarande Nynäshamns kommun. Gården ligger längst i norr i kommunen, ungefär elva kilometer sydväst om Västerhaninge.

## Historik

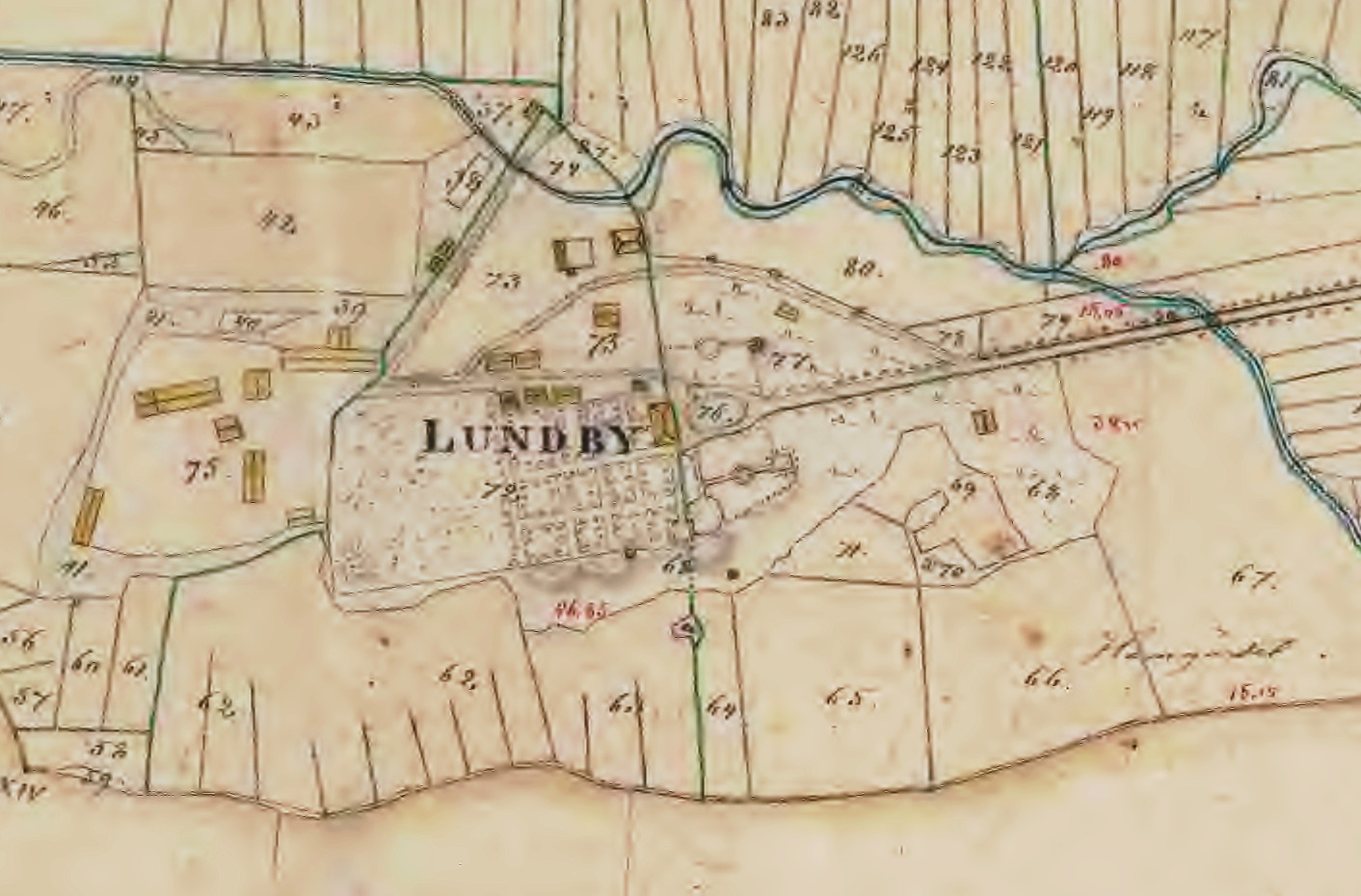
Lundbys huvudbebyggelse 1856.

Gården har rötter tillbaka till 1300-talet. År 1383 omnämns en pædhar j lundby och 1473 talas om olaff i lundhby. Gårdens huvudbebyggelse ligger i dalgången mellan Grindsjön i söder och Vädersjön i norr. På 1880-talet omfattade egendomen 1¼ mantal tillsammans med Kungstorp. Till Lundby hörde då även en kvarn och en ångdriven såg.
Under Lundby lydde ett stort antal torp bland dem (från söder till norr)  Österby, Kullinge, Granlund, Eriksberg, Lugnet. I norr sammanföll tomtgränsen med kommungränsen mot nuvarande Botkyrka kommun och Haninge kommun.
Mangården ligger i slutet av en cirka 650 meter lång, trädplanterad allé (nuvarande Österbyvägen). Väster om corps de logi som anlades på en liten kulle, låg gårdens ekonomibyggnader och några arbetarbostäder. Söder därom fanns en fruktträdgård. Mellan 1908 och 1910 avstyckades delar av egendomen för exploatering genom AB Hem på landet.
Nuvarande huvudbyggnad uppfördes 1948. Det rör sig om ett putsat och vitmålat stenhus i två våningar under ett tegeltäckt brutet och valmat sadeltak. Boytan är cirka 500 m² fördelade på elva rum och kök. På 1990-talet bebyggdes området norr om gården med parhus. Till egendomen hör drygt 40 hektar mark. På gården bedrivs hästverksamhet. 
År 2016 förvärvades herrgårdsfastigheten Stora Lundby 4360 av skådespelaren Mikael Persbrandt och hans sambo Sanna Lundell.

## Bilder

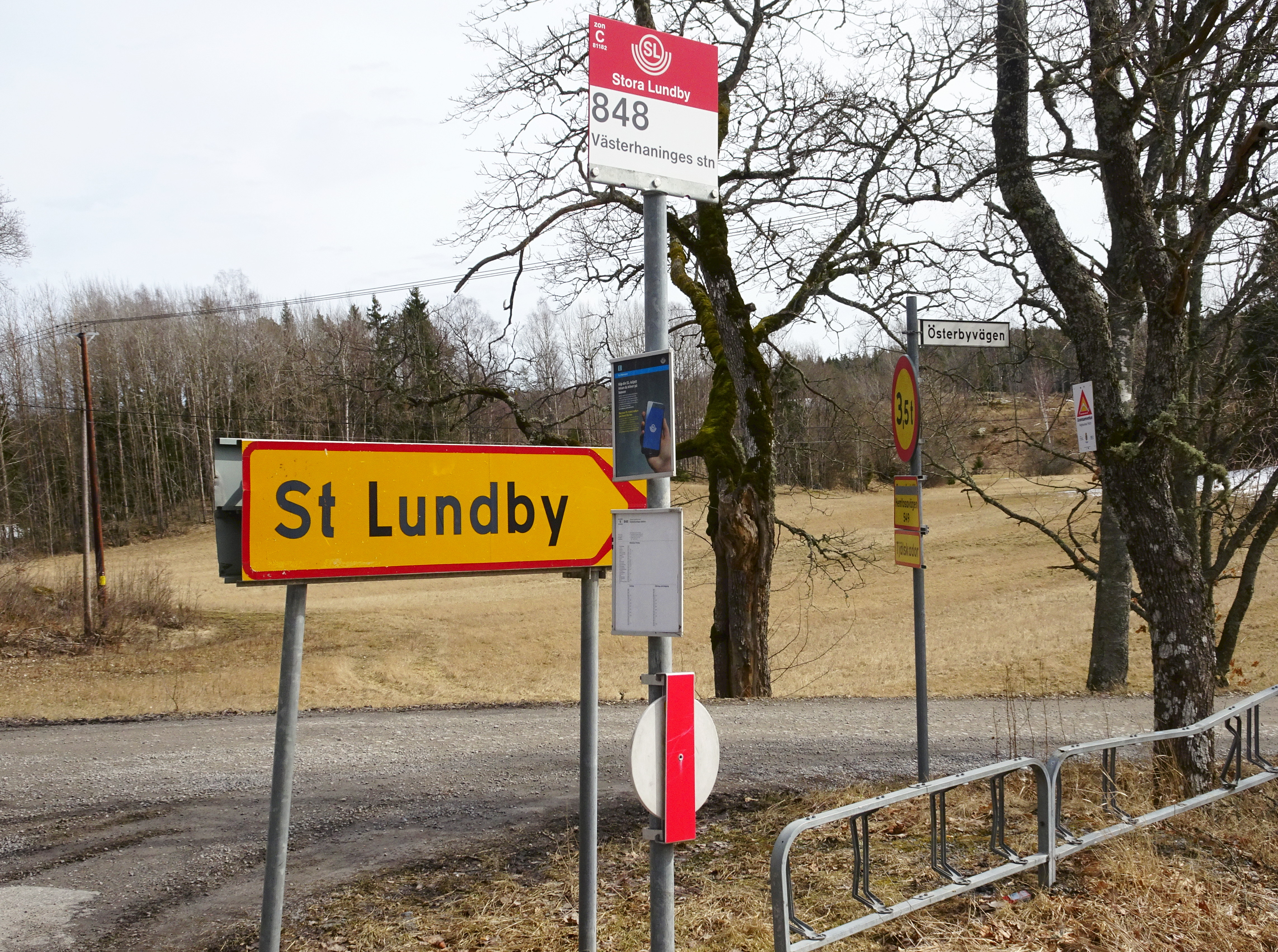
Vägskylt och busshållplats
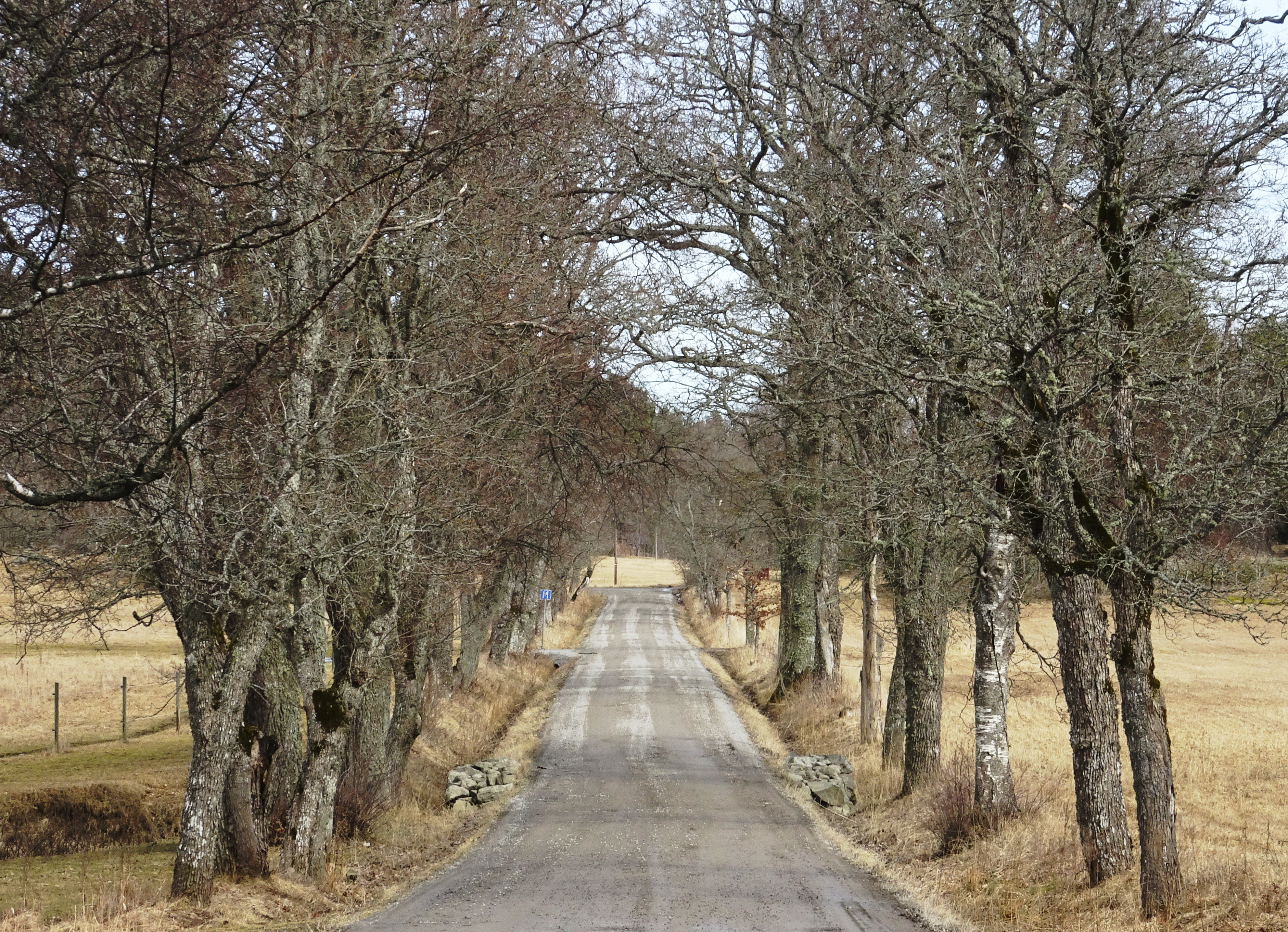
Allén österut
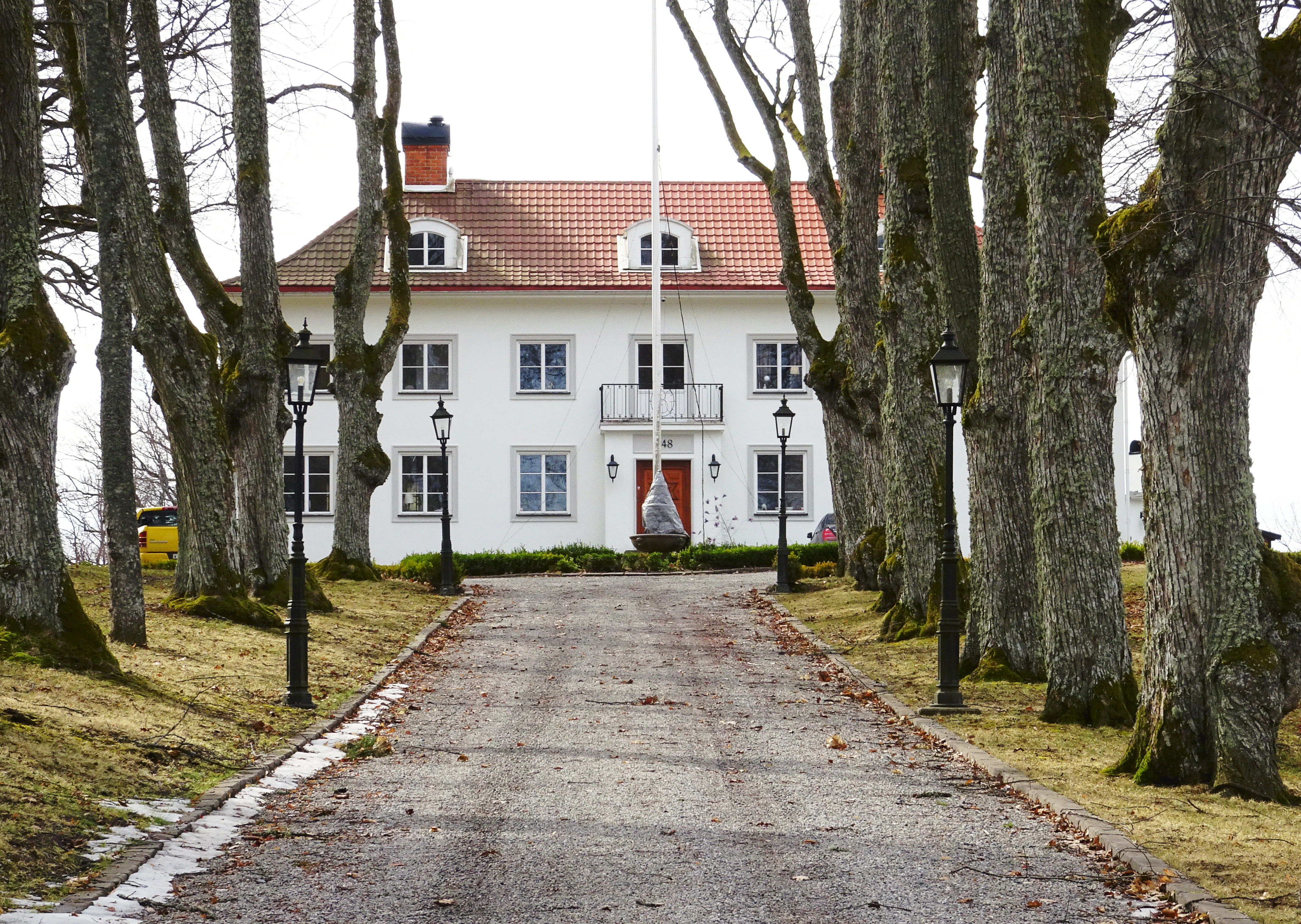
Huvudbyggnad, entréfasad
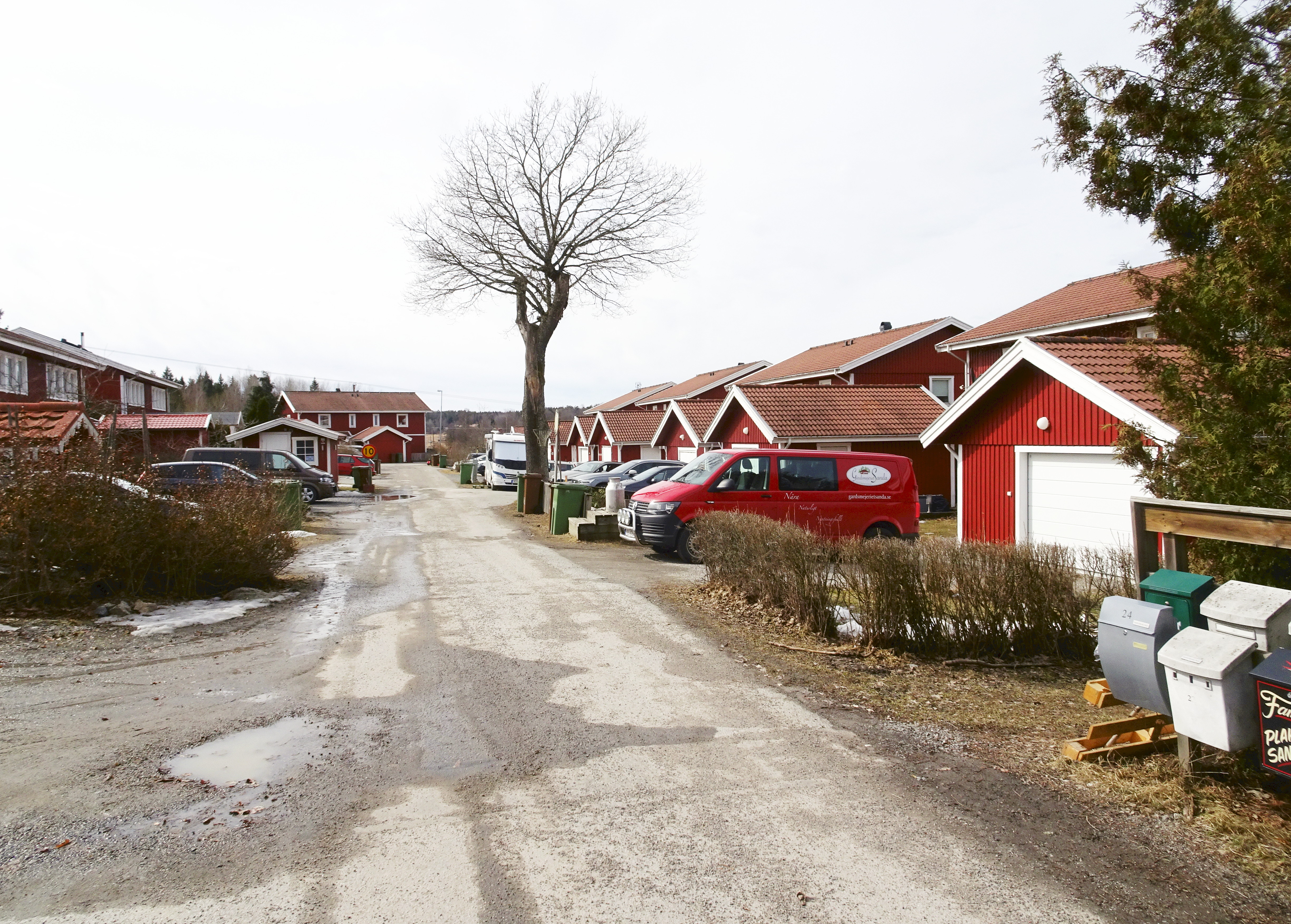
Parhusområdet från 1990-talet